# Georg von Hülsen-Haeseler

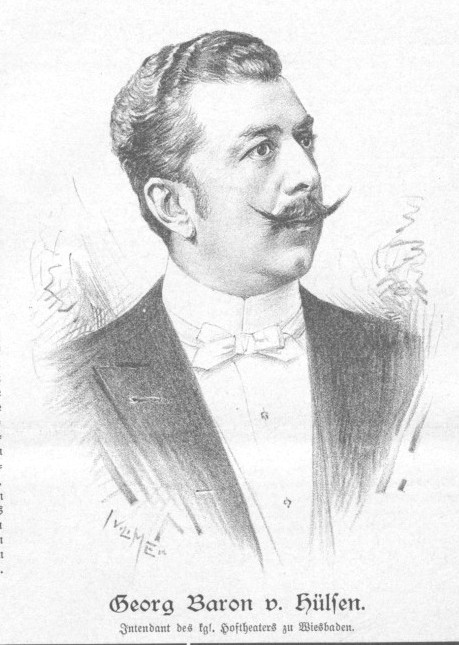
Georg von Hülsen-Haeseler.

Georg von Hülsen-Haeseler, född den 15 juli 1858 i Berlin, död där den 21 juli 1922, var en tysk greve och teaterman, son till Botho och Helene von Hülsen.
von Hülsen blev 1894 intendent vid hovteatern i Wiesbaden och 1903 generalintendent för de kungliga teatrarna i Berlin och Wiesbaden. Han var även president i Deutscher Bühnenverein. År 1908 ärvde han sin brors grevevärdighet och namnet Hülsen-Haeseler (han hette förut von Hülsen). Han avgick 1918 från sitt teaterchefskap.